# Младост 4
„Младост 4“ е квартал на град София, България, разположен в район „Младост“, на 8,8 километра югоизточно от центъра на града.
Разположен е северно от Околовръстния път и южно от улиците „Александър Паскалев“, „Бъдеще“ и „Академик Румен Цанев“. Граничи с квартал „Младост 3“ на север, планирания Източен парк на изток, вилна зона „Малинова долина“ на юг и вилна зона „Американски колеж“ на запад.

## Улици и произход на имената им
| Път                      | Наречен на                                      | Местоположение |
| ------------------------ | ----------------------------------------------- | -------------- |
| „413“                    | –                                               | Карта          |
| „442“                    | –                                               | Карта          |
| „Акад. Румен Цанев“      | Румен Цанев (1922 – 2007), биолог               | Карта          |
| „Александър Малинов“     | Александър Малинов (1867 – 1938), политик       | Карта          |
| „Александър Паскалев“    | Александър Паскалев (1879 – 1946), книгоиздател | Карта          |
| „Арх. Богдан Томалевски“ | Богдан Томалевски (1924 – 2012), архитект       | Карта          |
| „Бизнес парк „София“     | Бизнес парк София, местен обект                 | Карта          |
| „Божан Ангелов“          | Божан Ангелов (1873 – 1958), литературен критик | Карта          |
| „Бъднина“                | Бъдеще, времева категория                       | Карта          |
| „Васил Радославов“       | Васил Радославов (1854 – 1929), политик         | Карта          |
| „Д-р Атанас Москов“      | Атанас Москов (1903 – 1995), политик            | Карта          |
| „Детска мечта“           | ?                                               | Карта          |
| „Нов ден“                | ?                                               | Карта          |
| „Околовръстен път“       | –                                               | Карта          |
| „Петър Джидров“          | Петър Джидров (1876 – 1952), политик            | Карта          |
| „Проф. Александър Танев“ | Александър Танев (1928 – 1996), композитор      | Карта          |
| „Проф. Петко Венедиков“  | Петко Венедиков (1905 – 1995), юрист            | Карта          |
| „Самара“                 | Самара, град в Русия                            | Карта          |
| „Филип Аврамов“          | Филип Аврамов (1929 – 1997), композитор         | Карта          |